# Ann Richards
Dorothy Ann Willis Richards (Lakeview, 1º settembre 1933 – Austin, 13 settembre 2006) è stata una politica statunitense, governatrice del Texas dal 1991 al 1995.

## Biografia
Iniziò la sua carriera politica nel intorno al 1950, tra le file del partito Democratico. Dotata di una forte personalità e di una visione politica liberale, fu governatrice del Texas dal 1991 al 1995, per un solo mandato. Perse infatti le elezioni per la sua riconferma nel novembre 1994, contro il futuro Presidente George W. Bush, con cui aveva già da tempo instaurato una certa rivalità. Nei suoi confronti, in occasione del congresso dei democratici del 1988, dichiarò:
(Ann Richards su George W. Bush)
Richards, nota per il suo carisma e la sua ironia, è morta nel 2006 a causa di un cancro esofageo.

### Governatore (1991–1995)
Nel 1990, il governatore repubblicano del Texas, Bill Clements, decise di non candidarsi per la rielezione per un terzo mandato non consecutivo. La Richards si è mostrata come una progressista ragionevole e ha vinto la nomina governativa democratica contro il procuratore generale (ed ex rappresentante degli Stati Uniti) Jim Mattox di Dallas e l'ex governatore Mark White di Houston. Mattox ha condotto una campagna particolarmente abrasiva contro Richards, accusandola di aver avuto problemi di droga oltre all'alcolismo. I repubblicani hanno nominato l'eccentrico allevatore multimilionario Clayton Williams, di Fort Stockton e Midland. L'attivista repubblicana Susan Weddington di San Antonio, sostenitrice di Williams, ha posto una ghirlanda nera con la scritta "Morte alla famiglia" alla porta del quartier generale della campagna di Richards ad Austin. Dopo una serie di gaffe leggendarie di Williams (in particolare una battuta sul crimine di stupro),  Richards vinse di misura il 6 novembre 1990, con il 49% dei voti contro il 47% di Williams. Il candidato del Libertarian Party, Jeff Daiell, ha ottenuto il 3,3% in uno sforzo che includeva spot televisivi e una considerevole campagna personale. Richards è stato nominato governatore nel gennaio successivo.
Richards è diventata la seconda donna a ricoprire la massima carica del Texas, dai tempi di Miriam "Ma" Ferguson, considerata una delegata del governatore messo sotto accusa, James E. "Pa" Ferguson, suo marito.
L'economia del Texas era in crisi dalla metà degli anni '80, aggravata da una flessione dell'economia statunitense. Richards ha risposto con un programma di rivitalizzazione economica, ottenendo una crescita nel 1991 del 2% quando l'economia statunitense nel suo complesso si è ridotta.  Richards ha anche tentato di semplificare il governo del Texas e le istituzioni di regolamentazione per le imprese e il pubblico. Ha poim riformato il sistema carcerario del Texas, istituendo un programma di abuso di sostanze per i detenuti, riducendo il numero di criminali violenti rilasciati e aumentando lo spazio carcerario per far fronte a una popolazione carceraria in crescita (da meno di 60.000 nel 1992 a più di 80.000 nel 1994). Ha sostenuto le proposte per ridurre la vendita di armi da fuoco semiautomatiche e proiettili "killer di poliziotti" nello stato.
Ha firmato l'emendamento della legge sulla responsabilità finanziaria del Texas in cui il rinnovo dell'immatricolazione di un veicolo a motore (copre anche l'immatricolazione iniziale), l'adesivo di ispezione di sicurezza, la patente di guida e/o l'ottenimento di nuove targhe richiedono che un automobilista debba avere una polizza di assicurazione auto valida. La legge, approvata il 1º settembre 1991, amplia la legge del 1982 in base alla quale un agente di polizia potrà richiedere la patente di guida e la prova dell'assicurazione.

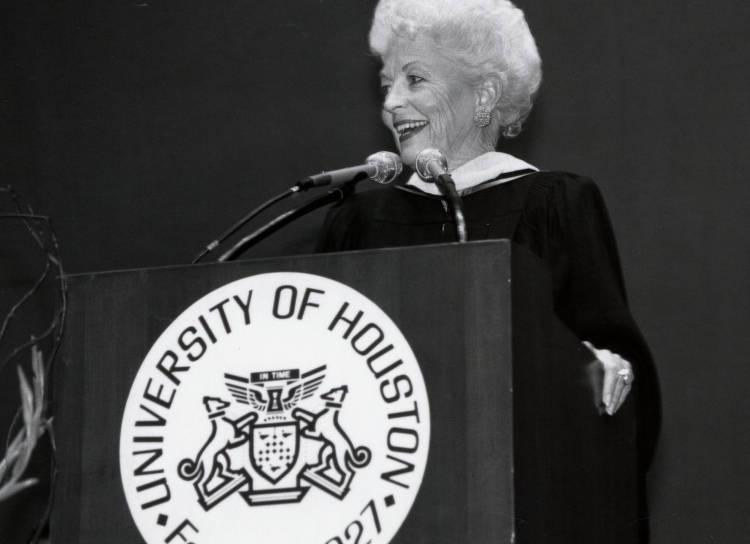
Richards parla all'Università di Houston nel 1992

Ha nominato l'allora rappresentante di stato Lena Guerrero di Austin a un posto vacante presso la Texas Railroad Commission. La Guerrero, ispanica (1957-2008), è stata nella storia la prima non anglo a far parte della commissione. Tuttavia, i problemi di falsificazione del suo curriculum portarono alle sue dimissioni dalla commissione e alla sconfitta da parte del repubblicano Barry Williamson nelle elezioni generali del 1992.
Durante il suo governatorato, fu istituita anche la lotteria del Texas, sostenuta come mezzo per integrare le finanze scolastiche; Richards acquistò il primo biglietto della lotteria il 29 maggio 1992 a Oak Hill, vicino ad Austin. La finanza scolastica è rimasta una delle questioni chiave del governatorato di Richards e di quelli che le sono succeduti; il famoso piano "Robin Hood" è stato lanciato nel biennio 1992-1993 e ha tentato di rendere i finanziamenti scolastici più equi tra i distretti scolastici. Richards ha anche cercato di decentralizzare il controllo sulla politica educativa ai distretti e ai singoli campus; a tal fine ha istituito la "gestione basata sul sito".
Nel 1993, Richards firmò il codice penale ricodificato del Texas che includeva la Sezione 21.06 anti-omosessuale, la legge statale sulla "condotta omosessuale" che afferma: "(a) Una persona commette un reato se intraprende rapporti sessuali devianti con un altro individuo dello stesso sesso. (b) Un reato ai sensi di questa sezione è un reato di classe C.". Nel 1990, Richards aveva condotto una campagna a Houston per abrogare la legge. Ma, come governatore, la sua firma ha criminalizzato i rapporti sessuali tra persone dello stesso sesso in Texas.
Nel 1994, Richards si candidò alla rielezione contro il repubblicano George W. Bush. Venne sconfitta con il 45,88% dei voti contro il 53,48% di Bush, mentre il libertario Keary Ehlers ebbe lo 0,64%. Richards aveva sperato in un passo falso da parte del candidato repubblicano, invece fu lei ad averne chiamando tra l'altro Bush "un idiota", "arbusto" e "quel giovane ragazzo di Bush".